# Sterrebos (Roeselare)
Het Sterrebos is een stadsrandbos en provinciaal domein in de Roeselaarse deelgemeente Rumbeke in de Belgische provincie West-Vlaanderen. Het bos is een gemengd loofbos, er zijn veel verschillende soorten bomen aanwezig, waarbij inlandse eiken en beuken overheersen. Sinds 12 augustus 1965 is het geklasseerd als landschap. Sedert 1987 is het een provinciaal domein. Het huidige Nederlandse woord 'sterrenbos' is een verbastering van de oorspronkelijke Oud-Nederlandse schrijfwijze 'starre bosch' (zie Delpher), oftewel: een beplanting van starre (stramme) (naald)bomen of hoge coniferen. Een 'sterrenbos' heeft dus niets te maken met sterren of met een stervormige lanenstructuur.

## Geschiedenis

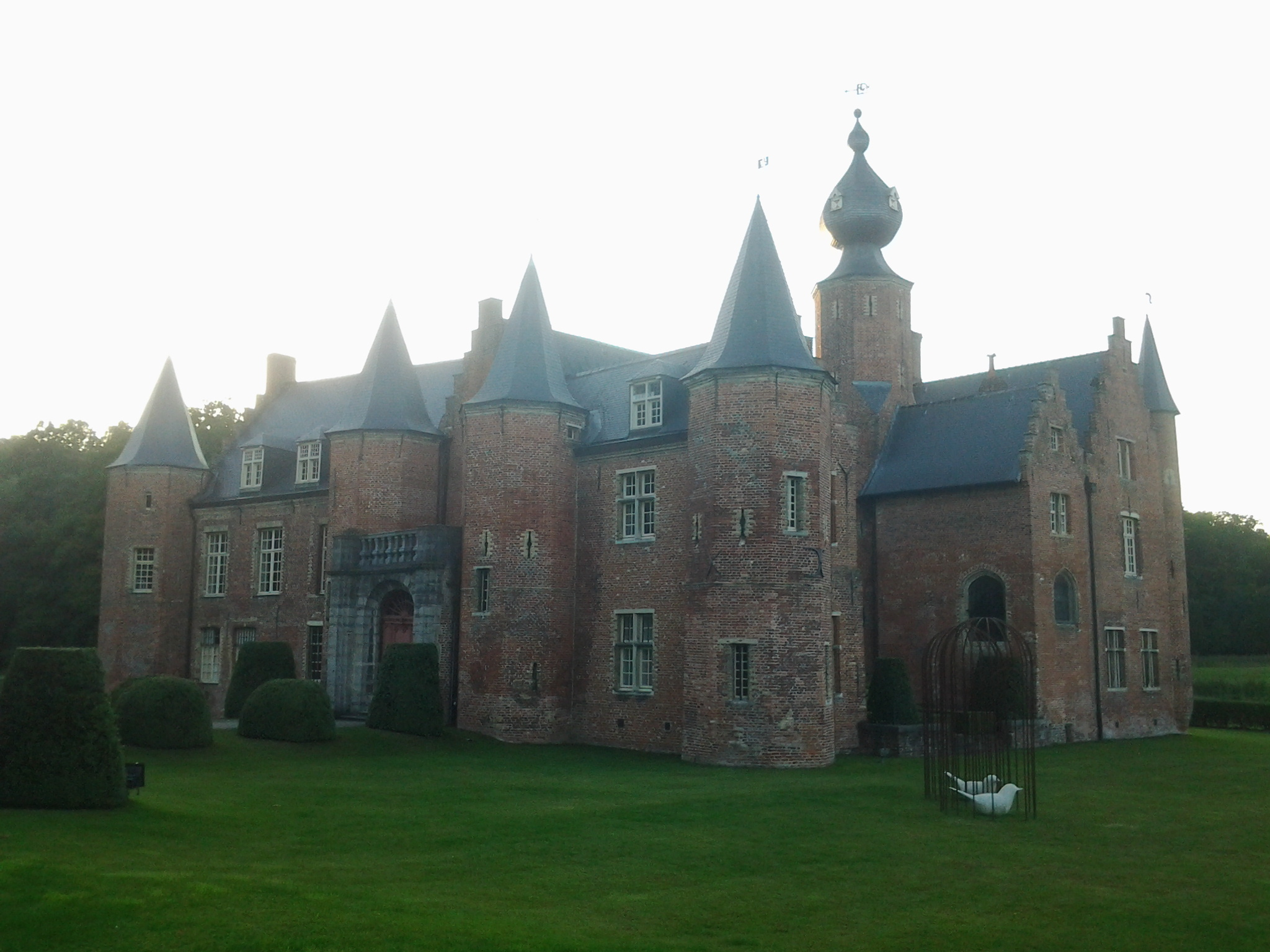
Kasteel Sterrebos

Generaal Murray de Melgum werd middels een huwelijk kasteelheer te Rumbeke. Hij wilde de omgeving van het kasteel grondig wijzigen. In opdracht van hem werden diverse soorten bomen geplant in zijn bos.
Het plan komt van Kortrijkzaan F. Simoneau. Joos Schoonheere liet in 1767 de dreven aanleggen. Van 1769 tot 1774 werd de gehele bebossing rond het kasteel vernieuwd en aangepast. De oorspronkelijke ster van het Sterrebos had zeven dreven die vanuit één centraal punt vertrokken en zicht gaven op belangrijke plaatsen in Roeselare. Geen enkele dreef bood zicht op de Sint-Michielskerk. De achtste dreef kwam er na onderhandelingen met de paters Augustijnen. De bosindeling is bewaard gebleven, maar verschillende bezienswaardigheden waarop de dreven zicht hadden zijn verdwenen.
Voor de Eerste Wereldoorlog leek het Sterrebos op een oerwoud. Het was ongeveer 30 hectare, begroeid met zware 150-jarige bomen, waaronder honderden eiken en beuken. Tijdens de wereldoorlogen werden de reuzenbomen omgehakt en gebruikt als brandhout. In 1953 werden er vele jonge bomen aangeplant.

## Gebiedsbeschrijving

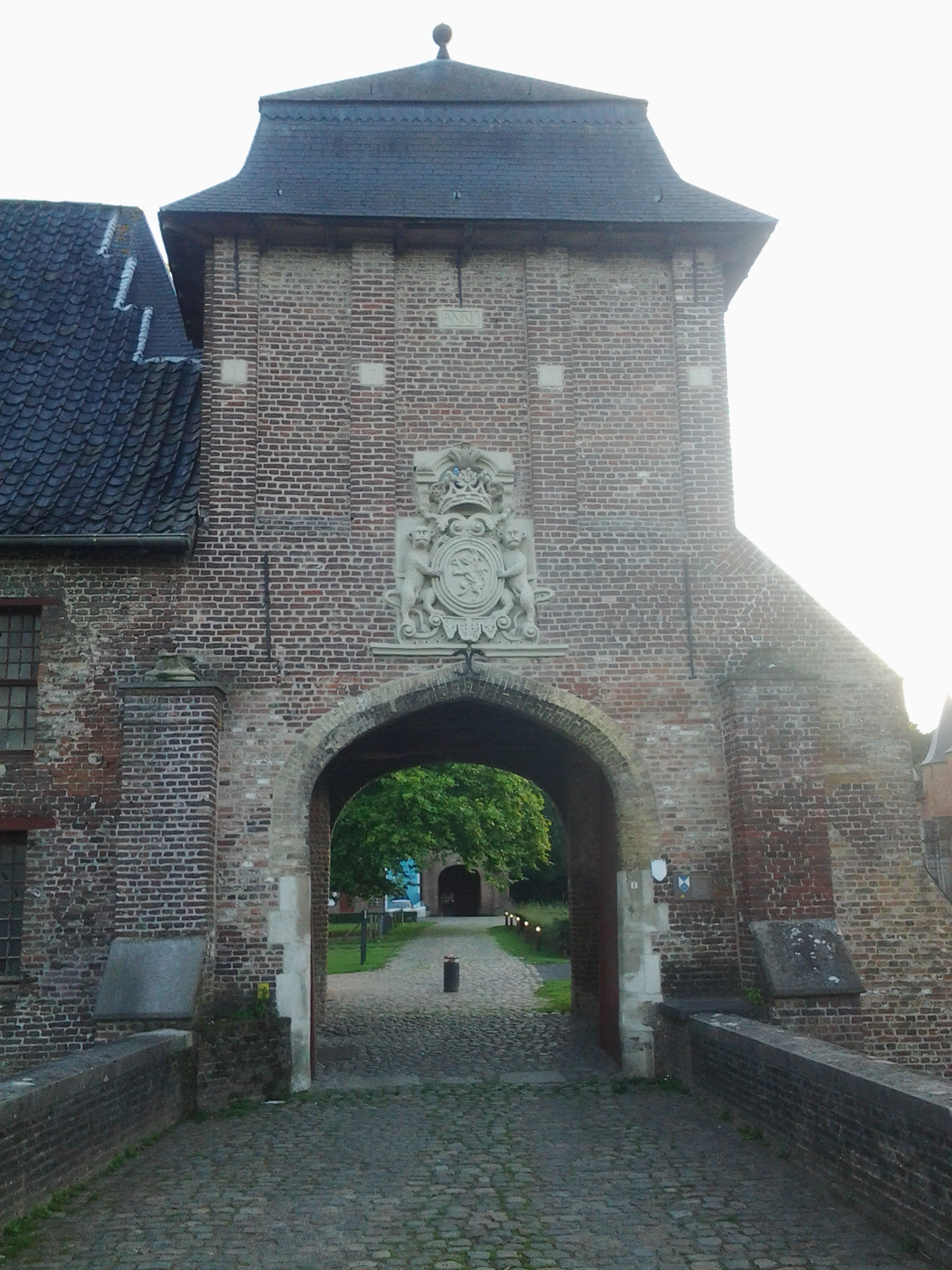
Hoofdingang

Het Sterrebos met vier toegangspoorten is omringd door woonwijken en de rijksweg. Het domein ligt ongeveer 25 meter boven de zeespiegel. De grond bestaat grotendeels uit vochtige zandleemgrond. Er ligt een strook klei die dikwijls onder water staat. Rond het kasteel bevindt zich een vijver. Centraal door het bos loopt de regenbeek, tijdens natte periodes lijkt het een moeras. Hier en daar liggen grachtjes: in de zomer zijn ze meestal droog. In nattere periodes zorgen ze voor de afvoer van water.
Er is vooral hooghout, dat wil zeggen dat de ondergrondse delen dezelfde leeftijd hebben als de bovengrondse delen. Er is min of meer een natuurlijke evolutie waar te nemen. De eerste boomlaag bevat oudere bomen, het tweede bestaat uit de natuurlijke verjonging. Soms is er een stuiklaag aanwezig en in de kruidlaag groeien varens. Het bos is geëvolueerd naar een bos in clusters. Langs sommige dreven is te zien dat de beuken of eiken in een rij zijn aangeplant.

## Project Bergmolenbos
Een project van de Vlaamse overheid wil 125 hectare groen inrichten tussen het Sterrebos en de woonwijk ‘De Zilverberg’. Om dit te realiseren werken het Agentschap Natuur en Bos, Natuurpunt, de stad Roeselare en de provincie West-Vlaanderen samen. Het project bestaat uit:
- Natuurreservaat De Kleiputten, 4,2 ha. Het reservaat wordt omringd door een domeinbos van 9 ha.
- De hoogstamboomgaard: tot 95 verschillende fruitsoorten waaronder 39 verschillende soorten appels.
- Het Speelbos is 2,2 hectare. De bomen werden geplant in 2001 door kinderen van de plaatselijke basisscholen.
- Het provinciaal domein Sterrebos, een kasteeldomein van 27 hectare.

## Fauna en Flora

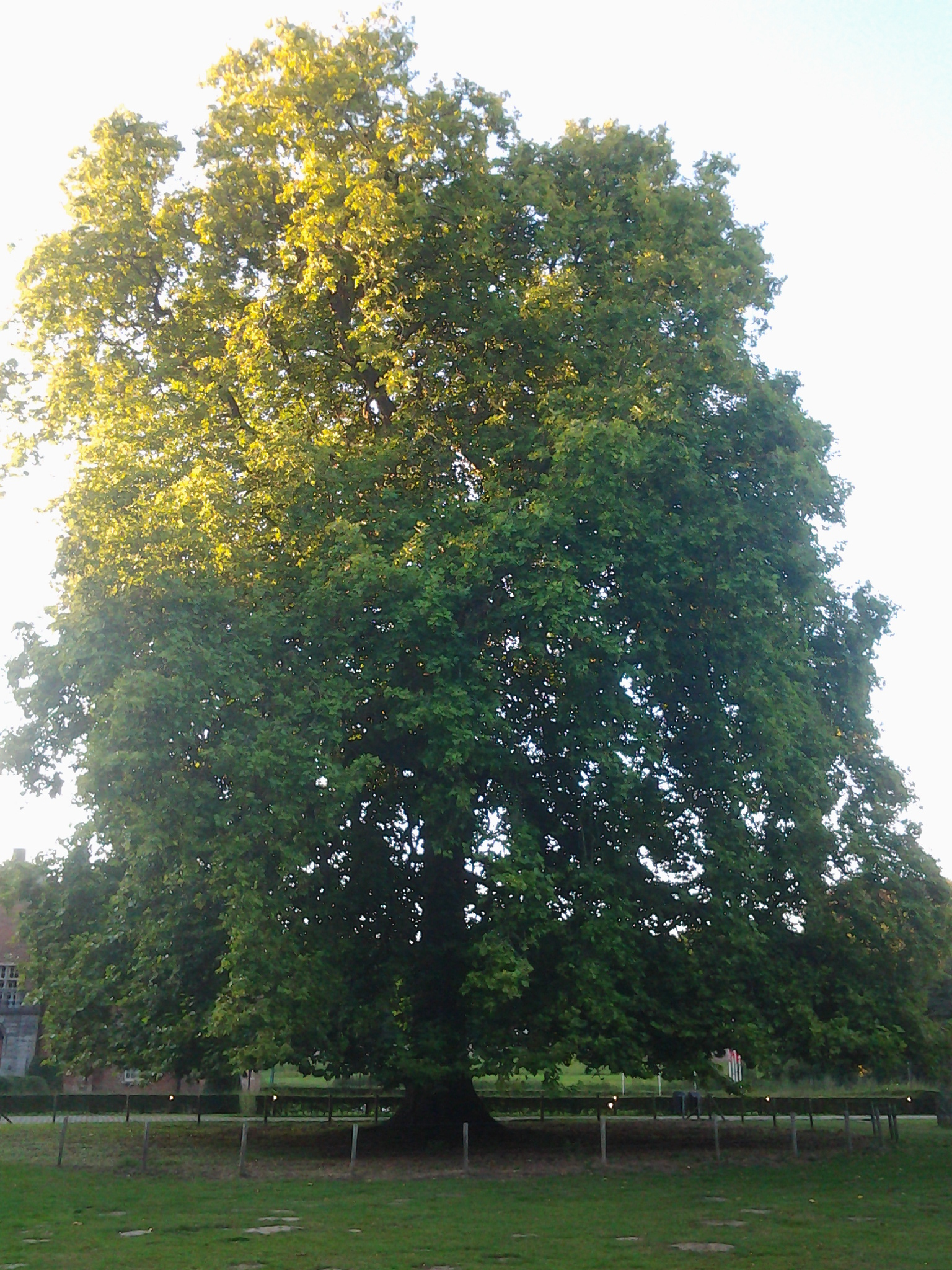
Plataan

### Flora
Een opmerkelijke boom van het domein is de plataan (platanus acerifolia) die voor het kasteel staat. In zijn soort wordt het als een van de mooiste van Vlaanderen beschouwd. Deze plataan is ongeveer 210 jaar oud. In het als Engelse tuin aangelegde deel groeit de moerascipres (taxodium distichum) en de ginkgo biloba (Japanse notelaar). Ten westen van het kasteel bevindt zich een amberboom (liquidambar styraciflua), een Noord-Amerikaanse loofboom.
Buiten de westelijke poort ligt een nat hooiland waar pinksterbloemen, de gewone koekoeksbloem en de moerasspirea (“de koningin des velds”) aangetroffen kunnen worden. Net als de talloze vlinders, vliegen en bijen zoals de zeldzame kleine ijsvogelvlinder.
In het lagere domeingedeelte rond de Regenbeek is een ruige moerasvegetatie. De brandnetel, vlier en de gewone engelwortel zijn er aanwezig. De ringmuur van de kasteeltuin is helemaal overgroeid met klimop.

### Overige bomen, struiken en planten
- Gewone esdoorn (Acer pseudoplatanus)
- Witte paardenkastanje (Aesculus hippocastanum)
- Zachte berk (Betula pubescens)
- Haagbeuk (Carpinus betulus)
- Tamme kastanje (Castanea sativa)
- Hazelaar (Corylus avellana)
- Beuk (Fagus sylvatica)
- Es (Fraxinus excelsior)
- Gewone hulst (Ilex aquifolium)
- Zwarte walnoot (Juglans nigra)
- Okkernoot (Juuglans regia)
- Beverboom (Magnolia acuminata)
- Pinus nigra var. colabrica

- Grove den (Pinus sylvestris)
- Populier (Populus euramericana ‘Marilandica’)
- Douglasspar (Pseudotsuga menziesii)
- Moeraseik (Quercus palustris)
- Zomer eik (Quercus robur)
- Robinia (Robinia pseudoacacia)
- Lijsterbes (Sorbus aucuparia)
- Venijnboom (Taxus baccata)
- Hollandse linde (Tilia europea)
- Veenwortel
- Moerasvergeet-mij-nietje
- Margriet
- Rode klaver

Van sommige bomen staan er maar enkele, andere soorten zijn talrijk aanwezig.

### Fauna
In de omgeving van de kasteelvijver en -wal zitten waterhoenen en meerkoeten.  Ook wilde eenden komen dikwijls voor. De ekster is te vinden in kort gras. De ransuil werd in de winter reeds meerdere malen gezien, meestal terwijl hij slaapt. Rond en in de poelen en de vijver zitten er twee kikkersoorten: de bruine kikker en de groene kikker. Op de weide zijn er konijnen aanwezig. De ijskelder is ideaal als winterverblijf voor vleermuizen.
Merels, mussen, Turkse en inlandse tortel, koolmees, roodborstje zijn algemeen voorkomende soorten. In het verleden heeft men nog andere vogels enkele keren waargenomen, die het Sterrebos gebruikten als rust- of tijdelijke verblijfplaats.

## Recreatie

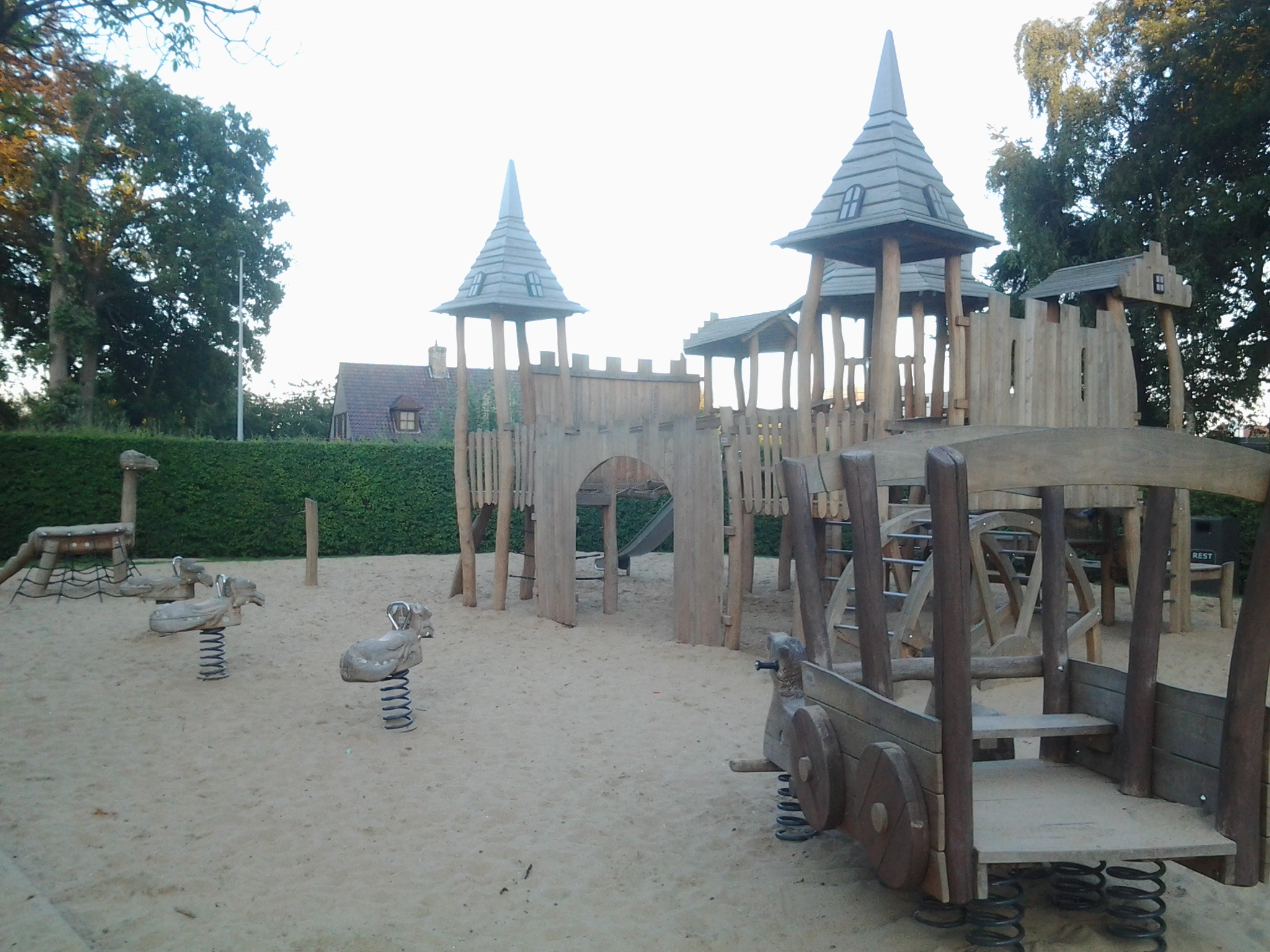
Speelplein

- Verscheidene wandelroutes
- Cafetaria
- Vernieuwd speelplein in het thema Middeleeuwen
- Speelweide
- Jaarlijkse sterrebosloop
- Tentoonstellingen in het kasteel